# Villelongue-dels-Monts
Villelongue-dels-Monts (katalanska: Vilallonga dels Monts) är en kommun i departementet Pyrénées-Orientales i regionen Occitanien i södra Frankrike. Kommunen ligger i kantonen Argelès-sur-Mer som tillhör arrondissementet Céret. År 2022 hade Villelongue-dels-Monts 1 917 invånare.

## Befolkningsutveckling
Antalet invånare i kommunen Villelongue-dels-Monts
| Referens: INSEE |